# Чуваши в Беларуси
На территории Белоруссии существует чувашская диаспора.
Чувашская диаспора формировалась преимущественно во второй половине XX века, хотя определённые сведения о пребывании представителях народа на белорусских землях зафиксированы ещё при Первой Всероссийской переписи населения 1897 года. На тот момент на территории современной Белоруссии проживало 2124 чуваш. По данным Всесоюзной переписи 1926 года в Белорусской ССР насчитовалось 739 чувашей. К переписи 1939 года произошло двукратное увеличение численности диаспоры до 1503 человек. В период между переписями 1959 и 1970 она увеличилась в 1,8 раза, следующий временной интервал (1970-1979) – в 1,2 раза. К переписи 1989 года она выросла ещё в 1,5 раза, достигнув своего максимума в 3323 человек.
В период с 1999 по 2019 численность чувашей в стране снизилась в 3,4 раза с 2242 до 664 человек. Столь существенное уменьшение численности (в 2019 г. в 5 раз по сравнению с 1989) объясняется естественной убылью населения, эмиграцией и ассимилияцией. По регионам чувашское население распределено относительно равномерно. Максимальная доля в Минске, минимальная в Могилёвской и Гомельской областях. Менне четверти от диаспоры назвали чувашский язык родным. При этом есть тенденция к уменьшению: если в 1989 года этот показатель составлял 37,7%, то в 2019 — 23,8%. В домашнем общении он фактически изчес: в 2009 — 0,2%, в 2019 — 0,0%. При этом среди чувашей увеличилась доля лиц, считающих родным белорусский с 2,7% в 2009 году до 3,9% в 2019 году. Однако в домашнем общении его доля упала с 4,3% до 2,6%.
В Минске действует чувашская фольклорная группа «Хамăр ял».